# Marijan Markežič
Marijan Markežič, duhovnik, prosvetni delavec, * 10. november 1951, Pregara.

## Življenje in delo
Rodil se je v slovenski Istri, v vasici Pregara (Mestna občina Koper). Oče je bil Karel, delavec, mati Avgusta (rojena Boškin), delavka. Osnovno šolo je obiskoval v rojstni vasi in v Gradinu, srednjo šolo pa v Gračišču. Študije je nadaljeval v malem semenišču v Pazinu, nato pa študiral teologijo na Reki, v Zagrebu, Ljubljani, Rimu in v Kölnu. V duhovnika je bil posvečen 29. junija 1976. Dve leti je bil kaplan v Kopru, leta 1979 so ga poslali v Gorico, kjer je bil več let veroučitelj na goriških slovenskih osnovnih šolah, na nižji srednji šoli Ivan Trinko in od leta 1986 tudi na slovenskih višjih šolah. Leta 1989 je postal župnik v župniji Sovodnje ob Soči, Gabrje in Vrh sv. Mihaela, kasneje je postal dekan štandreške dekanije in župnik Slovenskega pastoralnega središča v Gorici, duhovnije svetega Ivana, leta 2013 ga je goriški nadškof imenoval tudi za župnika tudi v Števerjanu, na Jazbinah, v Pevmi in Štmavru.
Kjerkoli je deloval, je Marijan Markežič vedno obnavljal cerkvene in ostale prostore (župnjišča), tako v Sovodnjah, pri Sv. Ivanu v Gorici, Pevmi, v Števerjanu, popolnoma je prenovil Katoliški dom v centru Gorice, kjer je danes večnamensko kulturno središče Kulturni center Lojze Bratuž, pomagal je pri dograditvi telovadnice ob centru, po njegovi zaslugi je bila temeljito obnovljena stavba na Travniku v Gorici, kjer deluje Katoliška knjigarna in imajo sedež Zadruga Goriška Mohorjeva, Goriška Mohorjeva družba in galerija ter Društvo Ars. Kot predsednik društva Fundacija Gorica je skrbel in aktivno sodeloval, da so popolnoma obnovili bivši senik ob koči sv. Jožefa v Žabnicah, kjer se redno zbira slovenska mladina. Obnovil je tudi stavbo na Placuti, kjer imajo sedež mnoga slovenska kulturna društva v Gorici, kot npr. Katoliško tiskovno društvo. Povsod, kjer je s svojo gradbeno žilico sam garal in spodbujal župljane in prostovoljce, je povdarjal, da je zelo pomembno, da se ustvarijo pravi stiki z ljudmi, še posebej z možmi, ki so delali.
Marijan Markežič je tudi tudi urednik in publicist. Že kot mlad študent je sodeloval z revijo Ognjišče, ko je prišel v Gorico je pisal članke za Katoliški glas in za otroško revijo Pastirček, pri kateri je od leta 1990 tudi glavni urednik. Ureja tudi druge publikacije in knjige, ki jih izdajajo pri Pastirčku. Leta 1993 je skupaj z Vereno Korsič Zorn pripravil knjižico o Cerkvi sv. Martina v Sovodnjah, istega leta je izdal tudi knjižico Pregara v slovenski Istri. Kjer je župnikoval je vedno izdajal tudi župnijsko glasilo.
Marijan Markežič se je vedno pastoralno zelo posvečal mladini in je bil mnogo let duhovni vodja najprej slovenskih skavtov na goriškem in nato rudi za celotno SZSO - Slovensko zamejsko skavtsko organizacijo, bil je duhovni asistent na ničkolikih skavtskih taborih.
Marijan Markežič je bil leta 1992 izvoljen v upravni odbor Katoliškega tiskovnega društva, je tudi član odbora Kulturnega centra Lojze Bratuž, več let je bil član upravnega odbora Zadruge Goriška Mohorjeva.
Leta 2017 je prejel priznanje Kazimir Humar za svoje neutrudno požrtvovalno delo v prid slovenske narodne skupnosti.